# National Board of Review Awards 1936
L'8ª edizione dei National Board of Review Awards si è tenuta il 18 dicembre 1936.

## Classifiche

### Migliori dieci film
- È arrivata la felicità (Mr. Deeds Goes to Town), regia di Frank Capra
- La vita del dottor Pasteur (The Story of Louis Pasteur), regia di William Dieterle
- Tempi moderni (Modern Times), regia di Charlie Chaplin
- Furia (Fury), regia di Fritz Lang
- Sotto i ponti di New York (Winterset), regia di Alfred Santell
- Simpatica canaglia (The Devil is a Sissy), regia di W. S. Van Dyke
- Brume (Ceiling Zero), regia di Howard Hawks
- Giulietta e Romeo (Romeo and Juliet), regia di George Cukor
- Il prigioniero dell'isola degli squali (The Prisoner of Shark Island), regia di John Ford
- Green Pastures, regia di Marc Connelly, William Keighley

### Migliori film stranieri
- La kermesse eroica (La kermesse héroïque), regia di Jacques Feyder
- Nuove terre (Nieuwe gronden), regia di Joris Ivens
- L'arte e gli amori di Rembrandt (Rembrandt), regia di Alexander Korda
- Il fantasma galante (The Ghost Goes West), regia di René Clair
- Tudor Rose, regia di Robert Stevenson
- My iz Kronshtadta, regia di Efim Dzigan
- Syn Mongolii, regia di Ilya Trauberg
- La croisière jaune, regia di Léon Poirier e André Sauvage
- I miserabili (Les Miserables), regia di Raymond Bernard
- L'agente segreto (The Secret Agent), regia di Alfred Hitchcock

## Premi
- Miglior film: È arrivata la felicità (Mr. Deeds Goes to Town), regia di Frank Capra
- Miglior film straniero: La kermesse eroica (La kermesse héroïque), regia di Jacques Feyder